# Hutki (gmina)
Hutki (do 1952 Rększowice) – dawna gmina wiejska istniejąca w latach 1952–1954 w woj. katowickim i stalinogrodzkim. Siedzibą gminy były Hutki.
Jednostka powstała 1 lipca 1952 roku w powiecie częstochowskim w woj. katowickim (od 9 marca 1953 pod nazwą woj. stalinogrodzkie) w wyniku zmiany nazwy gminy Rększowice na gminę Hutki. Tego samego dnia wyłączono z niej osiedle Kolonia Klepaczka i włączono do gminy Kamienica Polska. W dniu powołania jednostka składała się z 10 gromad.
Zniesiona została 29 września 1954 roku wraz z reformą wprowadzającą gromady w miejsce gmin. Jednostki nie przywrócono 1 stycznia 1973 roku po reaktywowaniu gmin.